# Zanja Madre

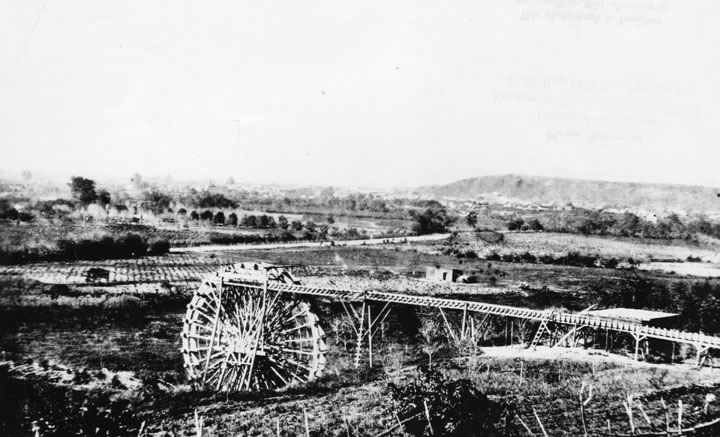
Una ruota idraulica lungo il Los Angeles River all'inizio del percorso della Zanja Madre (1863)

Zanja Madre è l'acquedotto originale che portava l'acqua al Pueblo de Los Angeles (oggi metropoli di Los Angeles) dal Río Porciuncula (oggi chiamato fiume Los Angeles).
L'opera originale era costituita da un canale aperto e fu completato dai lavoratori appena dopo un mese dalla fondazione del pueblo.
Il sistema forniva acqua sia per uso domestico che per l'irrigazione dei campi ad ovest del villaggio.
La disponibilità dell'acqua era ai tempi essenziale alla sopravvivenza ed allo sviluppo della comunità. Vennè dismesso ed abbandonato nel 1904.
Il recente sviluppo edilizio lungo la linea Oro della Metropolitana di Los Angeles e vari progetti nel quartiere di Chinatown hanno portato alla riscoperta di quest'opera. Il grande interesse archeologico che si è creato ha favorito la sviluppo di progetti per renderne possibile la conservazione.